# Riu Lerma
El riu Lerma Santiago és el segon riu més llarg de Mèxic. Fa 965 km de llarg i es troba al centre oest del país. La seva conca és de 47.116 km². Comença a l'altiplà o Vall de Mèxic a una altitud de prop de 3.000 metres i desemboca al Llac Chapala, prop de Guadalajara (Mèxic) . El riu està molt contaminat però la qualitat de les seves aigües ha millorat recentment pels programes de sanejament empresos.
S'origina en una zona volcànica a les llacunes prop d'Almoloya del Río a 24 km de Toluca.
El riu forma el límit entre els estats mexicans de Querétaro i Michoacán després flueix de nord-oest a oest en l'estat de Guanajuato. Després el riu va cap al sud i després de 560 km arriba al llac Chapala a 1.500 m d'altitud.